# 蒼穹浩瀚 (小說系列)
《蒼穹浩瀚》，又名《太空無垠》，是科幻長篇小說系列（包含中篇小說及短篇小說），由詹姆斯·S·A·科里創作，這是作者丹尼爾·亞伯拉罕與泰·弗蘭克的筆名。第一本小說《利維坦覺醒》於2012年被提名雨果獎最佳長篇小說獎。2017年，本系列被提名雨果獎「最佳系列」。
至2019年為止，《蒼穹浩瀚》包括了八本主要小說和八本短篇作品（三個短篇故事和五個中篇小說）。至少有九本長篇小說，還有兩本短篇小說已經計劃好。本系列被Syfy改編成電視劇，以《太空無垠》（The Expanse，又名《蒼穹浩瀚》）的標題播出。該劇於2015年11月23日在串流服務上播放，2015年12月14日在Syfy上播放。Syfy不再續訂第四季，但在2018年5月26日，在該劇的粉絲群進行協商活動後拯救了它，亞馬遜公司CEO傑佛瑞·貝佐斯宣布亞馬遜接手該劇。

## 劇情簡介
本書系列主要講述船長Jim Holden和火星軍艦羅西南多號（Rocinante）上的船員無意中卷入一個人類迄今所知最大的陰謀活動，對抗貪婪的大公司，腐敗政客，以及好戰的海軍上將以獲得真相。

## 出版歷史

### 長篇小說
| # | 名稱                           | 頁數 | 出版日期       | ISBN                   |
| - | ------------------------------ | ---- | -------------- | ---------------------- |
| 1 | 《利維坦覺醒》 Leviathan Wakes | 592  | 2011年6月15日  | ISBN 978-0-316-12908-4 |
| 2 | 《卡利班之戰》 Caliban's War   | 595  | 2012年6月26日  | ISBN 978-1-841-49990-1 |
| 3 | 《Abaddon's Gate》             | 539  | 2013年6月4日   | ISBN 978-0-316-12907-7 |
| 4 | 《Cibola Burn》                | 583  | 2014年6月17日  | ISBN 978-0-316-21762-0 |
| 5 | 《Nemesis Games》              | 544  | 2015年6月2日   | ISBN 978-0-316-21758-3 |
| 6 | 《Babylon's Ashes》            | 608  | 2016年12月6日  | ISBN 978-0-316-33474-7 |
| 7 | 《Persepolis Rising》          | 560  | 2017年12月5日  | ISBN 978-0-316-33283-5 |
| 8 | 《Tiamat's Wrath》             | 544  | 2019年3月26日  | ISBN 978-0-316-33286-6 |
| 9 | 《Leviathan Falls》            | 528  | 2021年11月30日 | ISBN 978-0-356-51039-2 |

### 短篇故事與中篇小說
- 《Drive》（2012年11月27日，7頁）：設定在《利維坦覺醒》之前。
- 《The Churn》（2014年4月29日，75頁）：設定在《利維坦覺醒》之前。
- 《The Butcher of Anderson Station》（2011年10月17日，40頁）：設定在《利維坦覺醒》之前。
- 《The Last Flight of the Cassandra》（2019年5月14日，5頁）：設定在《利維坦覺醒》期間。
- 《Gods of Risk》（2012年9月15日，75頁）：設定在《卡利班之戰》與《Abaddon's Gate》之間。
- 《The Vital Abyss》（2015年10月15日，74頁）：設定在《Abaddon's Gate》與《Cibola Burn》之間。
- 《Strange Dogs》（2017年7月18日，64頁）：設定在《Babylon's Ashes》與《Persepolis Rising》之間。
- 《Auberon》（2019年11月12日，63頁）：設定在《Persepolis Rising》與《Tiamat's Wrath》之間。
- 《The Sins of Our Fathers》（2022年3月15日，64頁）
- 《Memory's Legion: The Complete Expanse Story Collection》（2022年3月15日，432頁）

### 數位漫畫
ComiXology出版了四本基於書籍和與電視劇聯繫的數位漫畫。
- The Expanse Origins #1: James Holden（2017年2月1日）[4]
- The Expanse Origins #2: Naomi Nagata（2017年4月19日）[5]
- The Expanse Origins #3: Alex Kamal（2017年5月24日）[6]
- The Expanse Origins #4: Amos Burton（2017年7月12日）[7]

## 角色人物
羅西南多號（Rocinante）：
一艘獨立武裝飛船，船員是冰塊搬運工坎特伯里號（Canterbury）上的生還者。
- James "Jim" R. Holden：羅西南多號的船長，地球居民
- Naomi Nagata：總工程師和執行官，行星帶居民
- Amos Burton：技工和打手，地球居民
- Alex Kamal：羅西南多號的領航員，火星居民

外行星：
- Josephus "Joe" Aloisus Miller：行星帶居民，Star Helix Security保安公司管理的穀神星站警探
- Juliette "Julie" Andromeda Mao：地球居民富豪Jules-Pierre Mao的次女，前賽艇手，外行星聯盟皈依者
- Frederick "Fred" Lucius Johnson：前聯合國海軍，曾被譴責為安德森站的劊子手，現在是OPA的領導人
- Dr. Praxidike "Prax" Meng：木衛三（Ganymede）上的南方大豆農場計劃的首席植物學家和Mei Meng的父親
- Carlos "Bull" c de Baca：OPA的成員，擔任貝西摩斯號（Behemoth）上的首席保安官
- Basia "Baz" Merton：來自木衛三的焊工
- Manéo "Néo" Jung-Espinoza：來自穀神星的年輕行星帶居民
- Filip Inaros：OPA的少年成員，以及Marco Inaros和Naomi Nagata的兒子

火星：
- Roberta "Bobbie" W. Draper：火星國會共和國海軍（MCRN）的槍炮軍士
- Sauveterre：火星國會共和國海軍Barkeith號的隊長
- Solomon Epstein

地球：
- Dimitri Havelock：來自地球的保安承包商和Joe Miller的前伙伴
- Chrisjen Avasarala：聯合國行政監管助理副部長，後來成為聯合國秘書長
- Dr. Elvi Okoye：來自地球的生物學家
- Clarissa "Claire" Melpomene Mao，又名Melba Alzbeta Koh，又名小桃子：Mao-Kwikowski貿易公司巨頭Jules-Pierre Mao的女兒，當她作為Melba時，她是一名有執照的電化學技師。在與她聯繫後，Amos給了她綽號「小桃子」。
- Rev. Dr. Annushka "Anna" Volovodov：在木衛二（Europa）上的聖約翰聯合會的衛理公會牧師
- Namono "Nono" Volovodov

拉科尼亞（Laconia）：
- Winston Duarte
- Teresa Duarte
- Paolo Cortázar
- Santiago Jilie Singh
- Anton Trejo

## 改編作品

### 電視劇
2014年4月，美國電視臺Syfy宣佈小說系列改編成電視劇，並且預訂了第一季各一小時長的10集，於2015年12月首播。劇集主演有湯馬士·珍飾演Josephus Miller，以及史蒂文·斯崔特飾演Jim Holden。羅西南多號的其他船員演員有多明妮克·蒂珀飾演Naomi Nagata、凱斯·安凡飾演Alex Kamal和韋斯·查塔姆飾演Amos Burton。其他主要演員有索瑞·安達斯魯飾演Chrisjen Avasarala、查德·科爾曼飾演Fred Johnson和佛羅倫斯·費佛瑞飾演Julie Mao。

## 外部連結
- The-Expanse.com （页面存档备份，存于）
- SyFy.com/TheExpanse （页面存档备份，存于）
- Orbit Books （页面存档备份，存于） (Newsletter （页面存档备份，存于）)
- Orbit Short Fiction （页面存档备份，存于）